# アルメレ・シティFC
アルメレ・シティFC（Almere City Football Club）は、オランダの中部、フレヴォラント州の都市アルメレを本拠地とするサッカークラブである。2025-26シーズンはエールステ・ディヴィジに登録されている。旧名「FCオムニワールド」。

## 歴史

### 1900年代
1972年創立。この年、DWSとBlauw-Witが合併してFCアムステルダムとなった。
その後、1980年に本拠地をアムステルダムからアルメレに移すことになり、それに伴いクラブ名を「Sporting Flevoland」に変更した。
1997年、名称を「FCオムニワールド」に変更。2005年、ようやくFCオムニワールドのプロ化が承認され、エールステ・ディヴィジへと参入することになった。初の公式戦は2005年8月12日のBVフェーンダムとの試合になるはずであったが、キックオフ前に大雨のせいで試合は延期となってしまった。

### アルメレ・シティFC
2010年3月、名称を現在の「アルメレ・シティFC」に変更。11月16日、クラブの株を「Kroonenberg Groep」が100％購入し、アルメレ・シティのスタジアムも同グループの保有物となった。
2010-11シーズン、アルメレ・シティはリーグ戦を18位で終了し、リーグ最下位となってしまった。FCオスがトゥヴェーデ・ディヴィジからの昇格を要求したため、アルメレ・シティの降格が決まりかけたが、2011年6月8日にRBCローゼンダールが破産し、3部降格処分となったことでアルメレ・シティの降格は消滅した。
2017-18シーズン、昇格プレーオフで第一ラウンドでMVVマーストリヒトを準決勝でローダJCに競り勝ち、勝てば史上初のエールディヴィジ参入というデ・フラーフスハップとのプレーオフ決勝に臨んだアルメレ・シティだったが、89分まで1-0とリードしていたのにもかかわらず、痛恨のPKを献上し、延長戦で逆転された。これにより、アルメレ・シティ史上初の1部参戦はなくなった。
2018-19シーズンからスタジアムの芝を13年間使用した人工芝からより品質の高い天然芝に変更した。
アルメレという土地柄、クラブの歴史は他のオランダのクラブに比べて浅いが、アヤックス・アムステルダム所属のユルヘン・エケレンカンプや元オランダ代表のフィンチェント・ヤンセンなど、多くの有望選手を輩出している。
アヤックスの提携クラブということもあり、指導者の多くはアヤックスから派遣されている。　
2022-23シーズン、エールステ・ディヴィジのレギュラーシーズンを3位で終え、プレーオフを制してエールディヴィジ初昇格を達成した。
2024-25シーズンはエールディヴィジ最下位でエールステ・ディヴィジ降格となった。
2025年7月7日、本拠地アルメレ・シティ・スタディオンの施設命名権を取得しているヤンマーがアルメレ・シティFCを買収することが発表された。不動産デベロッパーのクローネンベルフグループ (Kroonenberg Groep) との間でクラブの全株式とスタジアムの買収に関する契約を締結しており、王立オランダサッカー協会 (KNVB) のプロサッカーライセンス委員会の承認を経て、正式に買収が成立する見込みである。

## 獲得タイトル

### 国内タイトル
なし

### 国際タイトル
なし

## 過去の成績
| シーズン | ディビジョン           | ディビジョン | ディビジョン | ディビジョン | ディビジョン | ディビジョン | ディビジョン | ディビジョン | ディビジョン | KNVBカップ |
| シーズン | リーグ                 | 試           | 勝           | 分           | 敗           | 得           | 失           | 点           | 順位         | KNVBカップ |
| -------- | ---------------------- | ------------ | ------------ | ------------ | ------------ | ------------ | ------------ | ------------ | ------------ | ---------- |
| 2005-06  | エールステ・ディヴィジ | 38           | 7            | 8            | 23           | 50           | 87           | 29           | 19位         | 2回戦敗退  |
| 2006-07  | エールステ・ディヴィジ | 38           | 11           | 8            | 19           | 55           | 82           | 41           | 16位         | 1回戦敗退  |
| 2007-08  | エールステ・ディヴィジ | 38           | 11           | 14           | 13           | 56           | 55           | 47           | 13位         | 3回戦敗退  |
| 2008-09  | エールステ・ディヴィジ | 38           | 8            | 6            | 24           | 50           | 65           | 30           | 20位         | 3回戦敗退  |
| 2009-10  | エールステ・ディヴィジ | 36           | 11           | 7            | 18           | 40           | 65           | 40           | 14位         | 2回戦敗退  |
| 2010-11  | エールステ・ディヴィジ | 34           | 8            | 7            | 19           | 46           | 84           | 25           | 18位         | 3回戦敗退  |
| 2011-12  | エールステ・ディヴィジ | 34           | 11           | 7            | 16           | 52           | 62           | 40           | 13位         | 3回戦敗退  |
| 2012-13  | エールステ・ディヴィジ | 30           | 10           | 1            | 19           | 41           | 67           | 31           | 13位         | 2回戦敗退  |
| 2013-14  | エールステ・ディヴィジ | 38           | 11           | 8            | 19           | 49           | 65           | 41           | 18位         | 2回戦敗退  |
| 2014-15  | エールステ・ディヴィジ | 38           | 13           | 9            | 16           | 64           | 63           | 48           | 10位         | 3回戦敗退  |
| 2015-16  | エールステ・ディヴィジ | 36           | 14           | 8            | 14           | 68           | 66           | 50           | 8位          | 3回戦敗退  |
| 2016-17  | エールステ・ディヴィジ | 38           | 17           | 8            | 13           | 74           | 66           | 59           | 8位          | 2回戦敗退  |
| 2017-18  | エールステ・ディヴィジ | 38           | 15           | 7            | 16           | 70           | 76           | 52           | 9位          | 2回戦敗退  |
| 2018-19  | エールステ・ディヴィジ | 38           | 19           | 5            | 14           | 60           | 63           | 62           | 7位          | 2回戦敗退  |
| 2019-20  | エールステ・ディヴィジ | 29           | 13           | 5            | 11           | 44           | 42           | 44           | 9位          | 1回戦敗退  |
| 2020-21  | エールステ・ディヴィジ | 38           | 22           | 9            | 7            | 75           | 48           | 75           | 4位          |            |
| 2021-22  | エールステ・ディヴィジ | 38           | 11           | 8            | 19           | 57           | 69           | 41           | 14位         |            |
| 2022-23  | エールステ・ディヴィジ | 38           | 21           | 7            | 10           | 58           | 41           | 70           | 3位          |            |
| 2023-24  | エールディヴィジ       | 34           | 4            | 10           | 20           | 23           | 64           | 22           | 18位         |            |

## 現所属メンバー
2023年12月29日現在
注：選手の国籍表記はFIFAの定めた代表資格ルールに基づく。
| No. | Pos. |                           | 選手名                           |
| --- | ---- | ------------------------- | -------------------------------- |
| 1   | GK   | オランダ                  | ノルディン・バッカー             |
| 2   | DF   | キュラソー (オランダ王国) | シェレル・フロラヌス ()          |
| 3   | DF   | オランダ                  | ジョーイ・ヤーコプス             |
| 4   | DF   | オランダ                  | ダミアン・ファン・ブルッヘン     |
| 5   | DF   | フランス                  | ロイク・エンベ・ソー ()          |
| 6   | MF   | スペイン                  | アルヴァロ・ペーニャ             |
| 8   | MF   | オランダ                  | ダニー・ポスト ()                |
| 9   | FW   | フランス                  | トーマス・ロビネ                 |
| 10  | MF   | オランダ                  | ランス・ダイフェスタイン         |
| 11  | FW   | フランス                  | ヤン・キタラ ()                  |
| 14  | MF   | スペイン                  | パスク                           |
| 15  | MF   | オランダ                  | ペール・コープマイネルス         |
| 17  | FW   | ノルウェー                | コルネリウス・ノルマン・ハンスン |
| 18  | GK   | オーストリア              | サミュエル・ラドリンガー         |

| No. | Pos. |          | 選手名                                     |
| --- | ---- | -------- | ------------------------------------------ |
| 19  | FW   | フランス | ヨアン・キャサリン                         |
| 20  | DF   | オランダ | ハムディ・アクジョビ                       |
| 21  | MF   | ベルギー | ミラン・コリン                             |
| 22  | DF   | フランス | テオ・バーベット                           |
| 23  | DF   | スペイン | マネル・ロジョ                             |
| 24  | FW   | コモロ   | フェズ・マティオル ()                      |
| 25  | DF   | オランダ | クリストファー・マメンギ ()                |
| 26  | GK   | スイス   | スタイン・ケラー ()                        |
| 27  | FW   | オランダ | ラジーヴ・ファン・ラ・パラ ()              |
| 28  | MF   | オランダ | スタイェ・レシンク                         |
| 29  | FW   | オランダ | ブラッドリー・ファン・フーフェン           |
| 36  | MF   | オランダ | マルセレンシオ・エサヤス ()                |
| 39  | MF   | オランダ | ヨヘム・リトメーステル・ファン・デ・カンプ |

### 現監督
- イェルーン・ライスダイク

### ローン移籍
- in

注：選手の国籍表記はFIFAの定めた代表資格ルールに基づく。
| No. | Pos. |          | 選手名                                                 |
| --- | ---- | -------- | ------------------------------------------------------ |
| 5   | DF   | フランス | ロイク・エンベ・ソー (ノッティンガム・フォレストFC) () |
| 11  | FW   | フランス | ヤン・キタラ (ル・アーヴルAC) ()                       |
| 15  | MF   | オランダ | ペール・コープマイネルス (AZアルクマール)              |

| No. | Pos. |              | 選手名                                              |
| --- | ---- | ------------ | --------------------------------------------------- |
| 18  | GK   | オーストリア | サミュエル・ラドリンガー (FKアウストリア・ウィーン) |
| 19  | FW   | フランス     | ヨアン・キャサリン (FCロリアン)                     |

- out

注：選手の国籍表記はFIFAの定めた代表資格ルールに基づく。
| No. | Pos. |          | 選手名                                   |
| --- | ---- | -------- | ---------------------------------------- |
| --  | FW   | オランダ | ジェレディ・ヒルターマン (ヴィレムII) () |

| No. | Pos. |          | 選手名                          |
| --- | ---- | -------- | ------------------------------- |
| --  | DF   | オランダ | トーマス・ポール (SCカンブール) |

## 歴代監督
- ヨニー・レップ 1996-2001
- ペーター・ブーフェ 2007-2009
- ヘンク・ウィスマン 2009-2011
- ディック・デ・ブール 2011-2012
- エドウィン・ファン・アンケレン 2012
- フレッド・グリム 2021-2015
- マールテン・ステケレンブルフ 2015
- マルコ・ヘーリング 2015
- ジャック・デ・ヒーア 2016-2018
- ミチェレ・サントーニ 2018-2019
- オーレ・トビアセン 2019
- ロバート・モレナー 2019
- オーレ・トビアセン 2019-2021
- イェルーン・ライスダイク 2021
- ヘルトヤン・フェルベーク 2021
- アレックス・パストール 2022-2024
- ヘドヴィヘス・マドゥロ 2024
- イェルーン・ライスダイク 2025-

## 歴代所属選手

### GK
- デニス・ヘンテナール 2012-2013
- マルコ・ファン・ドゥイン 2013-2015
- マイケル・ウッド 2020-2021

### DF
- ディオン・マローネ 2008-2012

### MF
- ウサマ・アサイディ 2006-2008
- ポール・ムルダース 2007-2009
- ヒシャム・ファイク 2012-2014
- ロドニー・スナイデル 2014-2015
- パブロ・ロサリオ 2015-2016

### FW
- ノルディン・アムラバト 2006-2007
- フィンチェント・ヤンセン 2013-2015
- ペレ・ファン・アメルスフールト 2015-2016
- シルフェステル・ファン・デル・ワーテル 2016-2018